# 8635 Yuriosipov
8635 Yuriosipov eller 1985 PG2 är en asteroid i huvudbältet som upptäcktes den 13 augusti 1985 av den rysk-sovjetiske astronomen Nikolaj Tjernych vid Krims astrofysiska observatorium på Krim. Den har fått sitt namn efter Yurij A. Osipovv.
Asteroiden har en diameter på ungefär 8 kilometer och den tillhör asteroidgruppen Nysa.